# Антипов Михайло Олександрович
Михайло Олександрович Антипов (10 червня 1997, Москва, Росія) — російський шахіст, гросмейстер (2013).
Став наймолодшим гросмейстером Росії у 16-річному віці. Чемпіон світу серед юніорів (2015). Тренер — Сергій Долматов.